# Wesoła
Wesoła es un dzielnica (distrito) de Varsovia, en Polonia. Es uno de los distritos menos poblado de Varsovia aunque uno de los más grandes. El distrito está situado en la parte oriental de la ciudad. Fue creada el 17 de diciembre de 1968 y anexionada a Varsovia años después. El distrito de Wesoła era la entrada a la capital polaca por la parte oriental desde tres distintos caminos, haciendo que este distrito se enriqueciera por su posición geográfica.

## Historia
Durante la Segunda Guerra Mundial, este fue el lugar donde se estableció un base militar bajo tierra, actualmente destruida, y usada por los soviéticos para almacenar municiones. El organizador y fundador de la Armia Krajowa, el Coronel Stefan Berent (apodado "Stebe") usó esa antigua base como lugar para las tropas del ejército polaco. En julio de 1944, en relación con los preparativos de los alemanes expulsados para poder defender el pueblo y la zona del campo de minas, mucha gente huyó al municipio de Rembertów (actualmente distrito), y acampó en El Pulg durante 6 semanas para defenderse del frente germano-soviético, aunque la guerra tuvo lugar allí. Al final, el ataque para que los alemanes tomaran la base fue en vano.
Debido a la gran destrucción de Varsovia después de la guerra, fueron creadas varias residencias alrededor de la antigua ciudad; Wesoła llegó a tener más de 100.000 habitantes, hasta que se acabó de reconstruir el centro de la ciudad dañado y muchos habitantes de Wesoła se mudaron. En 1952, se fundó el municipio de Wesoła. Antes de haberse creado el municipio, Wesoła formaba parte de muchos municipios anexos, como Rembertów o Wawer, entre otros. 
En 1957, pasó a formar parte del Condado de Otwock. El 17 de diciembre de 1968, se declaró Wesoła como nuevo distrito de Varsovia. En 1971 tenía una población de 8.367 habitantes y superficie cubierta de 23 kilómetros. Aun así, hasta 2002 Wesoła no fue llegado a considerarse distrito de la ciudad, y estaba fusionado con Wawer.